# Праздник Тела и Крови Христовых
Статья — о церковном праздновании. О славянской обрядности см. статью Праздник Божьего Тела в славянской традиции
Праздник Тела и Крови Христовых, в Католической церкви — праздник, посвящённый почитанию Тела и Крови Христа, в которые пресуществляется хлеб и вино во время евхаристии, поэтому в греко-католической церкви называется также Праздником Пресвятой Евхаристии. Отмечается в четверг, следующий за Днём Святой Троицы, то есть на десятый день после Пятидесятницы, 60-й день после Пасхи. Иногда этот праздник называют также Корпус Кристи (лат. Corpus Christi — Тело Христово) от латинского имени праздника. Имеет статус торжества, высшая степень в иерархии католических праздников.

## История праздника
Праздник возник в XIII веке. Согласно церковному преданию, в 1263 году в Больсене, небольшом городке к северу от Рима произошло чудо. Молодой священник из Богемии сомневался в реальности таинства Евхаристии — пресуществления хлеба и вина в тело и кровь Иисуса Христа. После визита в Рим он просил разрешения отслужить мессу на алтаре в крипте Санта-Кристина-ин-Больсена. В момент поднятия гостии, после того, как он умолял Господа развеять его сомнения, он увидел как на антиминсе в пяти местах выступила кровь соответственно пяти ранам Христа на кресте (схожее чудо произошло ранее в церкви Сант-Амброджо во Флоренции). Услышав о чуде, папа Урбан IV, пребывавший с 1262 года в Орвието, недалеко от Больсены, послал епископа забрать священное полотно. Реликвия была доставлена. Папа признал это чудесное событие и 11 августа 1264 года распространил торжество на всю Церковь, учредив праздник «Праздник Тела и Крови Христовых» (Corpus Domini, 1264) при апостольском престоле. К этому же периоду относится и основание братства «Corpus Christi».
Сначала праздник был местным; его распространение связывают с личностью святой Юлианы из Льежа. В 1251 году Святой Престол подтвердил этот праздник для льежской епархии, а уже в 1264 году папа Урбан IV сделал его обязательным для всей Церкви. Днем праздника был выбран именно четверг, когда Христом было установлено таинство Евхаристии. Сутью праздника является чествование Евхаристии — Тела и Крови Иисуса Христа, под видами хлеба и вина, которые являются «источником и свершением целостности христианской жизни» (II Ватиканский Собор, Конституция о Церкви, § 11) и в ней присутствует все духовное благо Церкви, то есть сам Христос. В Украинской Грекокатолической Церкви празднование было введено постановлениями Замойского собора в 1720 году и с тех пор отмечается ежегодно.

## Особенности празднования
Отличительным моментом этого праздника является торжественная процессия со Святыми Дарами вокруг храма или по улицам города. Возглавляют её священники, несущие дароносицу, за ними следуют прихожане. Первые упоминания о процессии относятся к XIII веку, очевидно они возникли почти одновременно с самим праздником. В странах с преимущественно протестантским населением участие в процессии в день Тела и Крови рассматривалось как акт публичного исповедания католической веры, так как протестанты не признают Пресуществление. В некоторых странах существует традиция переноса процессии с четверга на воскресенье для того, чтобы в ней могло принять участие большее число людей. Украинские греко-католики освящают в день праздника веночки, которые позднее подвешиваются ко кресту, висящему над входной дверью.
Дни празднования торжества Тела и Крови Христа:
- 2014: 19 июня
- 2015: 4 июня
- 2016: 26 мая
- 2017: 15 июня
- 2018: 31 мая
- 2019: 20 июня
- 2020: 11 июня
- 2021: 3 июня
- 2022: 16 июня
- 2023: 8 июня
- 2024: 30 мая
- 2025: 19 июня
- 2026: 4 июня
- 2027: 27 мая
- 2028: 15 июня
- 2029: 31 мая
- 2030: 20 июня

## Страны, в которых Праздник Тела и Крови Христовых — нерабочий день
- Германия, частично.
- Швейцария, частично.
- Испания, частично.
- Австрия
- Бразилия
- Колумбия
- Португалия
- Польша
- Хорватия
- Доминиканская республика
- Боливия
- Сейшельские острова